# Sofia Întâi
Sofia Întâi (engleză Sofia the First) este un serial de desene animate american realizat pe calculator, cu grafică 3D, creat de Craig Gerber, care include personaje din franciza Disney Princess. Produs de Disney Television Animation pentru Disney Junior, serialul a avut premiera pe 18 noiembrie 2012 și finalul pe 8 septembrie 2018.
O continuare, intitulată Sofia the First: Royal Magic, va avea premiera în 2026, cu Craig Gerber revenind în rolul de creator.

## Dublajul în limba română
Dublajul a fost realizat de studiourile Ager Flim
- Andra Gogan - Prințesa Sofia
- Cătălina Chirțan - Prințesa Amber
- Eduard Dincă - Prințul James (episoadele 1 - 10)
- Raul Stănulescu - Prințul James (episoadele 11 - 114)
- Cristian Simion - Regele Roland al II-lea
- Gabriela Valentir - Regina Miranda
- Viorel Ionescu - Cedric
- Valentino Tiron - Trifoi
- Florian Ghimpu - Baileywick, alte voci
- Sanda Ladoși - Mulan (cântece; episod special)
- Aida Parascan - Prințesa Charlotte (episod special)
- Ana Udroiu - Pasăre #1
- Ruxandra Sireteanu - Pasăre #2
- Mediana Vlad - alte voci
- Ioana Ancea - alte voci
- Jennifer Dumitrașcu - Vivian, alte voci
- Ilinca Danasiu - alte voci
- Georgeta Drăgan - Ruby, Jade (episodul 25)
- Adina Lucaciu - Jade (episodul 25 + o replică din episodul 15), alte voci
- Costina Ciuciulică - alte voci
- Valeriu Drăgușanu - alte voci
- Dan Bărăuță - Minimus
- Răzvan Gogan - alte voci
- Tamara Roman - alte voci
- Isabela Neamțu - alte voci
- Cătălin Babliuc - alte voci

Traducerea: Monica Pricob
Regia și adaptarea: Florian Ghimpu
Tehnică: Dan Tache
Inginer de sunet: Dan Bărăuță